# Exorista frons
Exorista frons là một loài ruồi trong họ Tachinidae.